# 쇼가쓰

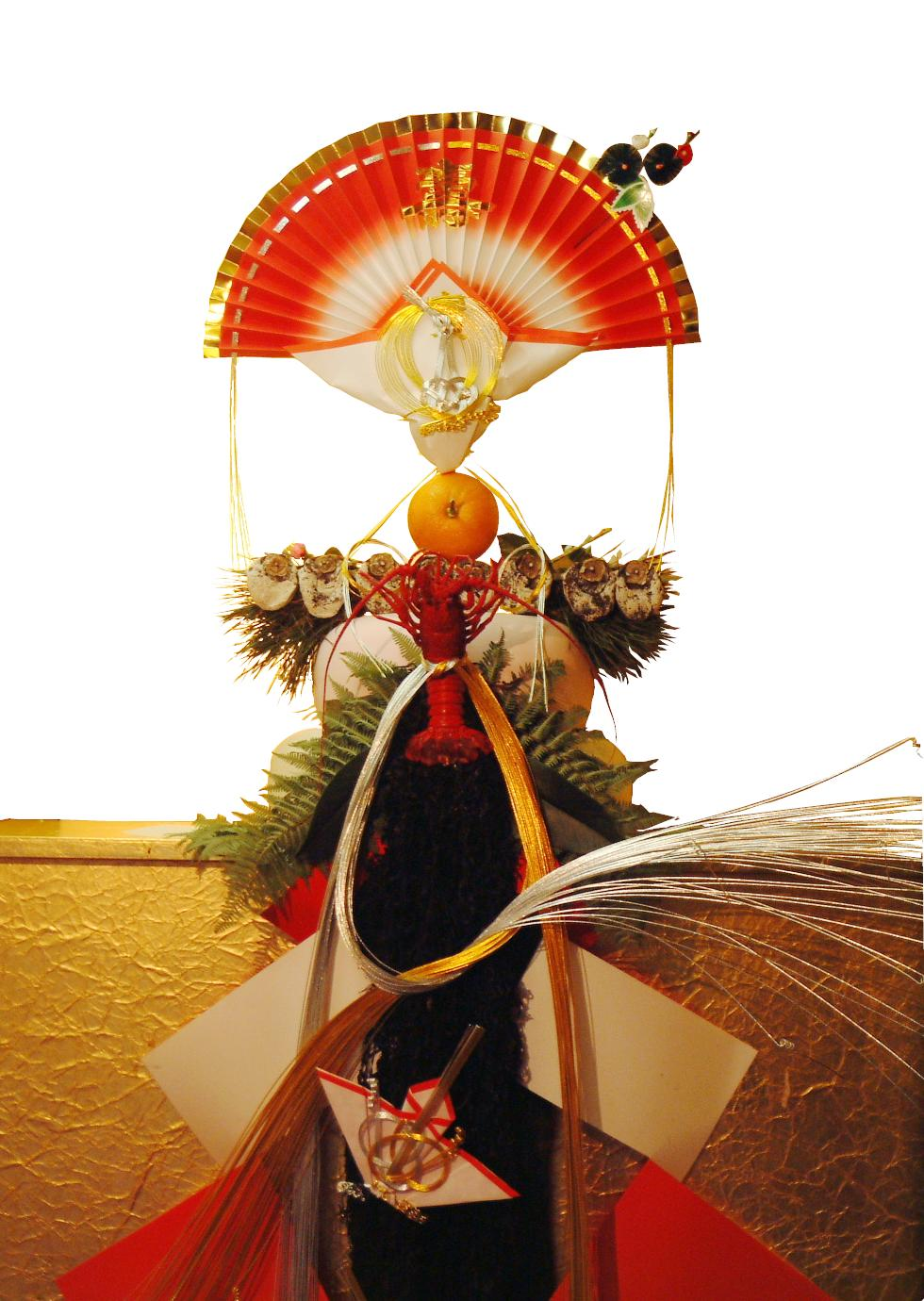

쇼가쓰(일본어: 正月)는 양력 1월 1일 새해 첫날에 기념하는 일본의 설날이다. 설날은 일본의 연중 가장 중요한 최대 명절로, 1월 1일부터 1월 3일까지 법정 공휴일이다. 일반적으로 대부분 일본의 관공서, 기업, 정부 부처들은 연말인 양력 12월 29일부터 1월 3일까지 쉰다. 일본인들은 설날 아침에 조니(雑煮)라 불리는 떡국, 된장국, 새해 특별 도시락 등을 먹으며 새해 인사를 나눈다. 또한, 기모노를 입고 절이나 신사에 가서 한 해 동안의 무사 안녕을 기원하는데 이를 하쓰모데라 한다. 아이들은 어른들에게 새해 인사를 한 후 오토시다마라는 세뱃돈을 받고 연을 날리는 등 다양하게 설날을 기념한다. 또한 연말부터 설 연휴 기간 집 앞에 카도마츠(門松, かどまつ)라는 장식 소나무를 두거나 달아놓는데, 이는 추수의 신이 새해에 집안에 찾아오길 바라는 전통 풍습이다. 오래 전 일본은 음력 1월 1일을 설날로 기념했지만, 메이지 유신 이후 음력을 완전히 폐지하고 양력만을 사용하면서 양력 1월 1일만을 설날로 기념한다. 음력 1월 1일은 일본에서 아무 의미 없는 평일이다.

## 개요
오쇼가쓰(正月)란 원래 도시카미사마(歳神様)라고 하는 그 해의 풍작을 관장하는 신을 맞이하는 행사이며, 1월의 또 다른 이름이다. 현재는 양력 1월 1일부터 3일까지를 산가니치(三が日), 1월7일까지를 마쓰노우치(松の内) 또는 마쓰시치니치(松七日)라고 부르며, 이 기간을 ‘쇼가쓰’라고 한다. 지역에 따라 1월 20일까지를 쇼가쓰(하쓰카쇼가쓰(二十日正月) ・호네쇼가쓰(骨正月))라고 하는 곳도 있다.
오쇼가쯔는 집에 도시가미사마를 맞이하여 축하하는 행사이다. 도시가미사마는 새해 초에 한해의 풍년과 가족의 건강을 약속해 주는 신이다. 쇼가쓰에 ‘가도마쓰(かどまつ)’나 ‘시메카자리(しめ飾り) ’, 가가미모치(鏡餅)를 장식하는 것도 모두 도시가미사마를 진심으로 환영하기 위한 준비이다. 옛날부터 일본인들은 “만물에는 생명이 깃들어 있으며 제각각 특별한 의미를 지닌다”라고 하는 ‘애니미즘’ 신앙을 믿어 왔으며, 농작물의 생명인 ‘이나다마(稲魂)’와 인간의 생명인 ‘다마(魂)’는 하나라고 생각하였다. 그러므로 인간이 죽으면 영혼은 저승에 가게 되고 일정한 시간이 지나면 개인의 구별이 사라져 ‘조상들의 영혼(祖霊)’이라는 커다란 집단, 이른바 ‘고센조사마(ご先祖様:조상님)’가 된다고 믿었다. 이 조상들의 영혼이 봄이 찾아오면 ‘전답의 신’, 가을이 끝나면 산으로 돌아가 ‘산신’ 그리고 쇼가쓰에는 ‘도시가미’가 되어 자손의 번영을 지켜준다고 한다.
한 해의 시작이기도한 쇼가쓰는 봄의 시작, 즉 ‘입춘’이라고 여기며, 사람들은 봄이 가져다주는 생명의 탄생을 진심으로 기뻐하였다. ‘축하하다’라는 뜻의‘메데타이(芽出度い)’라는 말은 ‘새로운 봄을 맞이하는 싹(芽:메)이 튼다’라는 의미가 있다. 또한 새해에 주고 받는 ‘아케마시테 오메데토 고자이마스(明けましておめでとうございます)’라는 말은, 실은 새해가 밝아 도시가미사마를 맞이할 때 건네는 축복의 말이었다. 즉 신에 대한 감사의 말을 사람들 사이에서도 주고 받으며 진심으로 도시가미사마를 맞이하게 된 기쁨을 나누었던 것이다.

## 생활
메이지유신으로 음력이 사라진 일본에서는 몇몇 외딴 마을에서의 예외를 빼고는 양력이 단단히 뿌리내렸다. 설날, 일본어로 오쇼가쓰(お正月)는 양력 1월 1일이다. 우선 오쇼가쓰가 코앞에 닥친 섣달그믐께가 되면, 가정집은 가정집대로, 가게는 가게대로, 일제히 집 안팎을 반질반질하게 물청소한다. 현관이나 출입문 곁에는‘가도마쓰(門松)’라고 불리는 소나무 장식을 세운다. 가도마쓰에도 다양한 형태가 있으나 길고 두꺼운 세 토막의 대나무를 가운데 세우고 그 둘레를 소나무로 엮는 듯한 모양이 일반적이다. 예로부터 일본에서는 소나무에 조상신이 찾아든다는 속설이 있어 소나무 장식을 즐기는 것이다. 솔가지와 함께 여러 상징물들도 곁들여 꾸며지는 ‘가도마쓰(門松)’란 이름의 대나무 장식품은 천수(天壽)를 누리며 장수하라는 기원을 담고 있다. 가도마쓰를 세워두는 기간은 1월 7일까지이다. 이를 두고 ‘소나무가 세워져 있는 동안’이라는 의미로 ‘마쓰노우치(松の內)’라고 부른다.
섣달그믐날 밤에는 ‘가케소바’(掛け蕎麦:국물이 있는 메밀국수)를 먹으면서 장수를 기원하고, 설날 아침이면 설음식인 ‘오세치(お節)’ 요리를 즐긴다. 조니라고 불리는 떡국을 먹는다. 오세치는 주로 달게 조리고 볶거나 삶은 음식이 많다. 말린 멸치 새끼 볶음, 거두절미하여 말린 청어를 다시마에 싼 다시마말이, 강낭콩과 고구마를 삶아 으깬 뒤 밤을 넣은 것, 그리고 우엉과 연뿌리, 토란, 인삼, 쇠귀나물 등이 대표적인 설음식으로 꼽힌다.
설날 아침에 어린이들은 새해인사를 한 뒤 어른들로부터 ‘오토시타마(お年玉)’라는 이름의 세뱃돈을 받는다. 세뱃돈을 반드시 매화 그림 등이 그려진 예쁜 봉투에 담아서 주는 것도 색다르다. 게다가 해마다 일본 언론에서는 여론조사를 통해 세뱃돈의 평균액수가 얼마인지를 밝히곤 한다. 그것이 지난 한 해의 국민경제, 즉 서민들의 살림살이를 엿볼 수 있는 흥미로운 바로미터 가운데 하나이기 때문이다.
일본의 설날 휴일은 설날부터 사흘 동안이다. 그래서 다른 말로 ‘산가니치(三が日)’라 표현하기도 한다. 설날 연휴의 첫 나들이는 온 가족이 신사나 절을 찾아가 한 해의 행운을 비는 것으로 시작한다. 예법으로는 1월 7일까지의 ‘마쓰노우치’ 이내에 하면 된다지만, 대개는 산가니치 중에 전통의상으로 설빔을 차려입고 첫 신사참배 ‘하쓰모우데(初詣)’를 하는 이들이 훨씬 많다. 일본 경찰청이 집계하여 발표한 2009년 새해의 수치로는 산가니치 기간 중 도쿄의 메이지신궁(明治神宮)에 319만 명이 몰린 것을 비롯하여, 전국에서 9천9백여 만 명이 하쓰모우데를 했으며, “불경기로 인하여 참배객이 늘어난 것 같다”라는 해설이 따랐다. 어쨌거나 일본 국민 10명 중 8명 이상이 참배한 셈이니, 해외여행자나 거동이 불편한 노인, 병자를 빼고는 모조리 나섰다고 해도 결코 지나친 말이 아니다. 매년 도쿄 메이지신궁에만 300만 명이 몰린다 천황이 있기에 일본인들은 서기와 더불어 자신들 고유의 연호(年號)를 일상생활에서 변함없이 애용하고 있음도 놓쳐서는 안 된다. 1989년에 아키히토 천황이 왕위에 오른 이후의 연호는 ‘헤이세이(平成)’이다.
일본인들의 연하장 쓰기는 유별나다. 초등학생부터 노인들까지 쓰는 층도 다양하다. 일정기간 내에 보내면 복권식의 번호가 주어지며, 1월 중순 추첨해 하와이 여행권 등 상품도 푸짐하게 준다. 복주머니는 투명하거나 불투명한 두 가지 부류다. 상품내역이 안 보이는 복주머니로는 운수를 점치는데, 판매가격보다 3배 정도의 재고 상품들을 넣어 땡처리를 한다. 내용물에 따라 운수를 점친다는 것이다.

## 오세치
오세치(お節)란 쇼가쓰에 먹는 명절음식이다. ‘오세치’는 원래 달력 상의 절기(節句 : 셋쿠)를 가리키는 말이다. 오세치 요리는 “경사가 겹친다”라는 의미로 좋은 의미가 담긴 음식들을 층층이 포개진 찬합에 담아 먹는다. 오세치는 오세치쿠(お節供)의 준말로, 연초에 그 해의 풍작을 기원하며 먹는 음식과 무사 가문의 이와이젠(祝い膳), 새해를 축하하는 서민들의 음식 등이 어우러져 생겨나게 되었다. 오세치 요리는 경사가 겹치기를 바라는 마음을 찬합에 정성스레 담는다. 찬합의 기본은 4단으로 윗단에서부터 이치노주(一の重), 니노주(二の重), 산노주(三の重), 요노주(与の重)라고 부른다. 4단째를 ‘시노주(四の重)’라고 부르지 않는 이유는 ‘시(四)’가 ‘시(死)’를 연상시켜 불길하다고 여기기 때문이다.
- 이치노주 : 구로마메(黒豆:검은콩조림), 가즈노코(数の子:청어알), 다즈쿠리(田作り:멸치볶음) 등의 술안주. 주로 봄을 의미.
- 니노주 : 다테마키(伊達巻:어육계란말이)나 긴톤(きんとん: 고구마 등을 삶아서 으깬 다음 설탕을 섞어 소로 만든 것에, 달게 조린 밤이나 강낭콩을 섞은 음식)과 같은 단 음식이 중심.  나마스,키즈시,스노모노 등,

초절임 요리. 여름을 연상시킨다.
- 산노주 : 생선구이나 새우구이 등의 해산물.

야키모노 등, 가을을 연상
- 요노주 : 채소류 조림 등의 육산물 니모노, 겨울연상

## 같이 보기
- 오미소카
- 하쓰모데
- 일본 요리
- 새해
- 도소주
- 나마하게